# Diocesi di Trapani

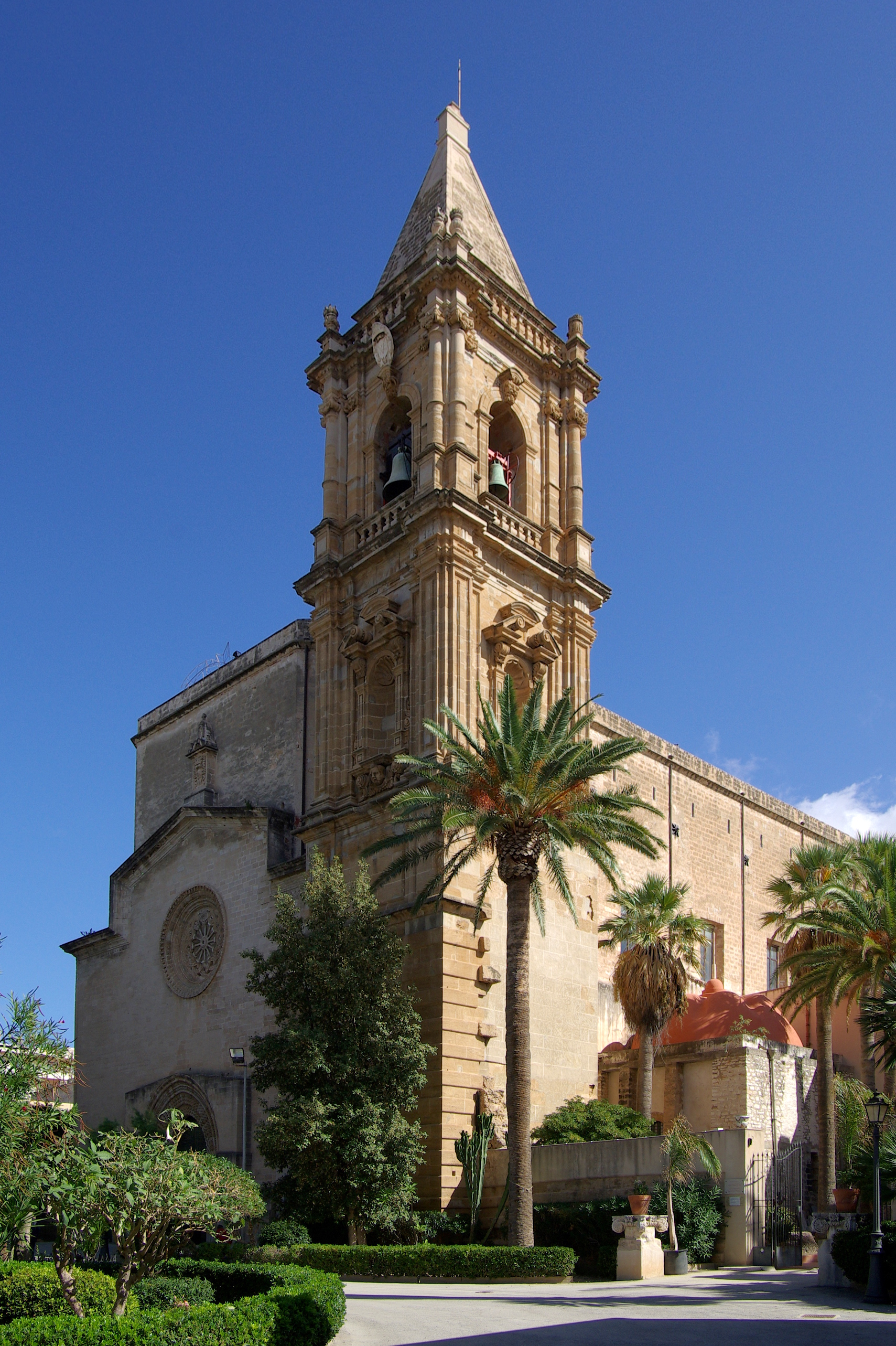
Il santuario della Madonna di Trapani.

La diocesi di Trapani (in latino Dioecesis Drepanensis) è una sede della Chiesa cattolica in Italia suffraganea dell'arcidiocesi di Palermo appartenente alla regione ecclesiastica Sicilia. Nel 2022 contava 194.327 battezzati su 197.439 abitanti. È retta dal vescovo Pietro Maria Fragnelli.

## Territorio
La diocesi comprende la città di Trapani e i comuni della parte settentrionale del libero consorzio comunale di Trapani: Alcamo, Buseto Palizzolo, Calatafimi Segesta, Castellammare del Golfo, Custonaci, Erice, Isole Egadi, Misiliscemi, Paceco, San Vito Lo Capo e Valderice. Confina con l'arcidiocesi di Monreale, ad est, e con la diocesi di Mazara del Vallo, a sud.
Sede vescovile è la città di Trapani, dove si trova la cattedrale di San Lorenzo. Nel territorio diocesano si trovano anche quattro basiliche minori: Maria Santissima Annunziata, San Pietro e San Nicolò a Trapani e Santa Maria Assunta ad Alcamo.
Alla diocesi appartiene la "Collezione di arte contemporanea DiAr", ospitata al seminario vescovile di Casa Santa, e il museo diocesano, ospitato nella chiesa di Sant'Agostino.

### Suddivisione del territorio
Il territorio si estende su 1.089 km² ed è suddiviso in 94 parrocchie, raggruppate in 4 vicariati foranei: Trapani città - Erice Casa Santa-Isole Egadi , Agro Ericino, Paceco e agro trapanese, Golfo di Castellammare.

### Santuari
Molti infine sono i santuari presenti nella diocesi:
- a Trapani: Basilica santuario di Maria Santissima Annunziata
- ad Alcamo: Santuario della Madonna dei Miracoli, Santuario della Madonna dell'Alto, Santuario di Maria Santissima del Fiume
- a Calatafimi: Santuario di Maria Santissima di Giubino
- a Castellammare del Golfo: Chiesa madre di Maria Santissima del Soccorso e il Santuario della Madonna della Scala
- a Custonaci: Santuario di Maria Santissima di Custonaci
- ad Erice: Santuario di Sant'Anna
- a Valderice: Santuario di Nostra Signora della Misericordia
- a San Vito Lo Capo: Santuario di San Vito

## Storia
Il cristianesimo fece ben presto il suo ingresso in terra trapanese, per il suo stretto legame con la chiesa cartaginese; nell'isola infatti si diffondono il culto e la devozione verso santi e martiri africani, tra cui san Giuliano, san Liberale, martire a Cartagine, e altri santi. Fino all'occupazione araba della Sicilia, il territorio trapanese era sottoposto all'autorità del vescovo di Lilibeo. Le fonti riportano l'esistenza di un vescovo di Trapani nel IX-X secolo, forse per il declino di Lilibeo, sottoposto all'autorità dell'arcivescovo di Siracusa. Quando i Normanni conquistarono l'isola, Trapani e il suo territorio entrarono a far parte della nuova diocesi di Mazara.
Risale al 1496 la prima richiesta di erezione di una diocesi trapanese, sempre osteggiata dai vescovi di Mazara. Con l'Ottocento, ripresero le iniziative a favore di una nuova diocesi, sostenute dalla convinzione dell'antichità della Chiesa trapanese, fondata dall'apostolo Pietro, e della presunta presenza di un vescovo trapanese (episcopus Drepani) al concilio di Nicea del 325.
La diocesi fu eretta il 31 maggio 1844 con la bolla Ut animarum Pastores di papa Gregorio XVI, ricavandone il territorio dalla diocesi di Mazara del Vallo; in origine comprendeva: Trapani, Monte San Giuliano (ora Erice), Paceco, Xitta, Favignana, Pantelleria e loro pertinenze.
Primo vescovo fu il redentorista lucano Vincenzo Maria Marolda, che fece il suo ingresso solenne in diocesi la vigilia di Natale del 1844. Si adoperò per la fondazione del seminario vescovile, che fu aperto nei locali del convento di San Francesco il 7 novembre 1845, per l'obbligo di un aggiornamento teologico per il clero, e per una presenza permanente di sacerdoti nelle isole. Inimicatosi i rivoltosi nel 1848, dovette abbandonare la diocesi assieme agli altri funzionari borbonici; la diocesi fu affidata al vicario generale che la governò fino alle dimissioni del Marolda nell'ottobre del 1851.
In seguito, a causa di dissidi fra il governo di Napoli e la Santa Sede, la diocesi rimase vacante per quasi due anni, fino alla nomina di Vincenzo Ciccolo Rinaldi. Questi visse gli anni difficili dello scontro fra cattolici tradizionalisti e cattolici liberali, guidati dal sacerdote Vito Pappalardo, professore del seminario. Durante i moti del 1860, fu costretto all'esilio e rientrò in diocesi solo nel 1866. Ciccolo Rinaldi visse anche i primi anni, difficili e tesi, dell'unità d'Italia, che comportò la soppressione degli ordini religiosi e l'incameramento dell'asse ecclesiastico, con la messa in liquidazione dei beni della Chiesa; solo a Trapani furono confiscati e messi in vendita 541 immobili della diocesi. Anche il successore Giovanni Battista Bongiorno dovette attendere fino al 27 luglio 1879 la concessione dell'exequatur, ritardata per i tentativi del governo liberale di intervenire nella nomina dei vescovi, anche con la pretesa di subentrare nel regio patronato ai precedenti monarchi, ossia di godere del diritto di presentazione dei vescovi.
All'inizio del Novecento, il modernismo fece la sua apparizione in diocesi, debolmente affrontato dal vescovo Stefano Gerbino di Cannitello, che per motivi di salute dette le sue dimissioni nel 1906. Il successore Francesco Maria Raiti operò per bloccare sul nascere le idee moderniste (tramite il periodico "La Fiaccola"), vietò abusi in campo liturgico, fondò il bollettino diocesano, riformò il seminario, dette avvio all'attuazione dell'enciclica Il fermo proposito sull'associazionismo cattolico, pubblicò il calendario liturgico proprium della diocesi. Nel 1911 celebrò il primo sinodo diocesano, dove furono prese disposizioni a difesa del dogma, del culto, del rito e della disciplina. Nel 1912, tramite ricorso al Consiglio di Stato, ottenne l'abolizione della decisione comunale di vietare l'insegnamento della religione nelle scuole.
Il successore, Ferdinando Ricca, non nascose le sue simpatie per il fascismo. Durante la seconda guerra mondiale i bombardamenti sulla città portarono alla distruzione dell'episcopio e del seminario.
Il 15 settembre 1950, in forza del decreto Dioecesis Drepanensis della Congregazione Concistoriale, furono approvate ampie variazioni territoriali: la diocesi annetté le città e i territori di Alcamo, Calatafimi e Castellammare del Golfo, che erano appartenute alla diocesi di Mazara del Vallo, a cui fu restituita la giurisdizione sull'isola di Pantelleria.
L'8 maggio 1993 papa Giovanni Paolo II fece una visita pastorale alla diocesi.
Il 30 gennaio 2006 la Congregazione per il culto divino e la disciplina dei sacramenti ha confermato la Madonna di Trapani patrona principale della diocesi e Sant'Alberto degli Abati patrono secondario.

## Cronotassi dei vescovi
Si omettono i periodi di sede vacante non superiori ai 2 anni o non storicamente accertati.
- Vincenzo Maria Marolda, C.SS.R. † (22 luglio 1844 - 18 ottobre 1851 dimesso[7])
- Vincenzo Ciccolo Rinaldi † (27 giugno 1853 - 8 luglio 1874 deceduto)
- Giovanni Battista Bongiorno † (21 dicembre 1874 - 22 settembre 1879 nominato vescovo di Caltagirone)
- Francesco Ragusa † (22 settembre 1879 - 8 aprile 1895 deceduto)
- Stefano Gerbino di Cannitello, O.S.B. † (29 novembre 1895 - aprile 1906 dimesso)
- Francesco Maria Raiti, O.Carm. † (6 dicembre 1906 - 1º maggio 1932 deceduto)
- Ferdinando Ricca † (12 agosto 1932 - 3 aprile 1947 deceduto)
- Filippo Iacolino † (10 novembre 1947 - 21 luglio 1950 deceduto)
- Corrado Mingo † (17 dicembre 1950 - 28 aprile 1961 nominato arcivescovo di Monreale)
- Francesco Ricceri † (15 maggio 1961 - 31 luglio 1978 ritirato)
- Emanuele Romano † (31 luglio 1978 succeduto - 8 settembre 1988 ritirato)
- Domenico Amoroso, S.D.B. † (8 settembre 1988 - 18 agosto 1997 deceduto)
- Francesco Miccichè (24 gennaio 1998 - 19 maggio 2012 sollevato)[8]
- Pietro Maria Fragnelli, dal 24 settembre 2013

## Vescovi originari della diocesi
- Niccolò Ciafaglione † (22 agosto 1716 - 31 marzo 1789), arcivescovo metropolita di Messina
- Salvatore Asta † (17 gennaio 1915 - 30 dicembre 2004), arcivescovo titolare di Aureliopoli di Lidia (dal 1962), nunzio apostolico
- Salvatore Cassisa † (12 dicembre 1921 - 3 agosto 2015), vescovo di Cefalù (1973-1978), arcivescovo metropolita di Monreale (1978-1997)
- Antonino Raspanti (20 giugno 1959), vescovo di Acireale (dal 2011)
- Alessandro Damiano (13 luglio 1960), arcivescovo di Agrigento (dal 2021)

## Statistiche
La diocesi nel 2022 su una popolazione di 197.439 persone contava 194.327 battezzati, corrispondenti al 98,4% del totale.
| anno | popolazione | popolazione | popolazione | presbiteri | presbiteri | presbiteri | presbiteri                | diaconi | religiosi | religiosi | parrocchie |
| anno | battezzati  | totale      | %           | numero     | secolari   | regolari   | battezzati per presbitero | diaconi | uomini    | donne     | parrocchie |
| ---- | ----------- | ----------- | ----------- | ---------- | ---------- | ---------- | ------------------------- | ------- | --------- | --------- | ---------- |
| 1950 | 139.100     | 139.603     | 99,6        | 86         | 50         | 36         | 1.617                     |         | 43        | 228       | 30         |
| 1970 | 207.043     | 209.659     | 98,8        | 114        | 113        | 1          | 1.816                     |         | 50        |           | 76         |
| 1980 | 199.000     | 203.200     | 97,9        | 144        | 95         | 49         | 1.381                     | 1       | 56        | 334       | 82         |
| 1990 | 199.000     | 203.575     | 97,8        | 132        | 85         | 47         | 1.507                     | 1       | 54        | 266       | 94         |
| 1999 | 204.350     | 204.455     | 99,9        | 124        | 80         | 44         | 1.647                     | 4       | 48        | 228       | 87         |
| 2000 | 203.207     | 204.157     | 99,5        | 125        | 80         | 45         | 1.625                     | 5       | 54        | 229       | 94         |
| 2001 | 202.490     | 203.584     | 99,5        | 122        | 76         | 46         | 1.659                     | 5       | 52        | 217       | 94         |
| 2002 | 203.408     | 203.424     | 100,0       | 123        | 77         | 46         | 1.653                     | 8       | 50        | 226       | 94         |
| 2003 | 203.401     | 203.415     | 100,0       | 116        | 73         | 43         | 1.753                     | 8       | 49        | 210       | 94         |
| 2004 | 197.982     | 202.018     | 98,0        | 117        | 73         | 44         | 1.692                     | 10      | 50        | 164       | 94         |
| 2010 | 207.300     | 208.084     | 99,6        | 112        | 77         | 35         | 1.850                     | 17      | 43        | 171       | 94         |
| 2014 | 203.100     | 204.600     | 99,3        | 99         | 69         | 30         | 2.051                     | 17      | 36        | 145       | 94         |
| 2017 | 199.400     | 205.480     | 97,0        | 102        | 69         | 33         | 1.954                     | 20      | 39        | 143       | 94         |
| 2020 | 198.590     | 202.692     | 98,0        | 101        | 70         | 31         | 1.966                     | 19      | 39        | 138       | 94         |
| 2022 | 194.327     | 197.439     | 98,4        | 92         | 70         | 22         | 2.112                     | 19      | 28        | 129       | 94         |